# رودولف کوتورمانی
رودولف کوتورمانی (انگلیسی: Rudolf Kotormány؛ ۲۳ ژانویه ۱۹۱۱ – ۲ اوت ۱۹۸۳) بازیکن فوتبال اهل رومانی بود.
وی همچنین در تیم ملی فوتبال رومانی بازی کرده‌است.